# NGC 4219
NGC 4219 este o galaxie spirală situată în constelația Centaurul. A fost descoperită în 1834 de către John Herschel. Se află la o distanță de 22,08 de megaparseci de Pământ.